# Goseda Yoshimatsu
Goseda Yoshimatsu (en japonais : 五姓田義松), né le 12 juin 1855 et mort le 4 septembre 1915, est un peintre japonais principalement actif sous l’ère Meiji (1868-1912).

## Biographie
Né en 1855 à Edo, il est le deuxième fils de Goseda Hōriū (1827-1892), peintre de Yōga. En 1865, il devient l'élève de Charles Wirgman. En 1874, il est employé à l'Académie de l'Armée impériale japonaise comme professeur de dessin sur recommandation de Kawakami Tōgai. En 1876, il entre à l'Engineering Technology Art School et devient l'élève d'Antonio Fontanesi. En 1877, il quitte l'école et gagne le prix Hōmon (鳳紋賞) dans la section Yōgade de la première exposition industrielle nationale avec Abekawa Fuji Zu (阿部川富士図). À partir de 1878, il accompagne une tournée impériale à Hokuriku et Tokai en tant que peintre accompagnateur de l'empereur Meiji.
En 1880, il s'installe en France et devient l'élève de Léon Bonnat. En 1882, son travail est accepté pour le salon. Il est le premier peintre japonais à être accepté au salon. En 1889, il retourne au Japon via les États-Unis et participe à la création de la Meiji Art Society (ja). Il participe à la première guerre sino-japonaise.
Ayant été malade toute sa vie, ses peintures datent de la fin des années 1870 à 1900 environ; il peint à l'huile, mais réalise aussi des aquarelles. Les sujets principaux sont des portraits, des paysages et des scènes de genre françaises.
Goseda Yoshimatsu meurt en 1915 chez lui à Yokohama.

## Œuvres
| Nom                                         | Nom japonais               | Type              | Nombre de peintures | Propriétaire                                                      | Dessiné en | Note |
| ------------------------------------------- | -------------------------- | ----------------- | ------------------- | ----------------------------------------------------------------- | ---------- | ---- |
| Autoportrait                                | 自画像                     | huile sur toile   | 1                   | Le Musée d'art de l'Université, Université des arts de Tokyo (ja) | 1877       |      |
| Voyage impérial à Hokuriku et Tokai en 1878 | 明治十一年北陸東海御巡幸図 | huile sur panneau | 41                  | Gyobutsu                                                          | 1878       |      |
| Portrait de Goseda Hōriū                    | 五姓田芳柳像               | huile sur toile   | 1                   | Le Musée d'art de l'Université, Université des arts de Tokyo      | 1880       |      |
| Robe de poupée                              | 人形の着物                 | oil               | 1                   | Musée d'art de Kasama Nichido                                     | 1883       |      |
| Port (Yokohama landscope)                   | 港（横浜風景）             | huile sur toile   | 1                   | Musée d'art moderne, Kamakura & Hayama                            | Vers 1891  |      |

## Galerie d’œuvres

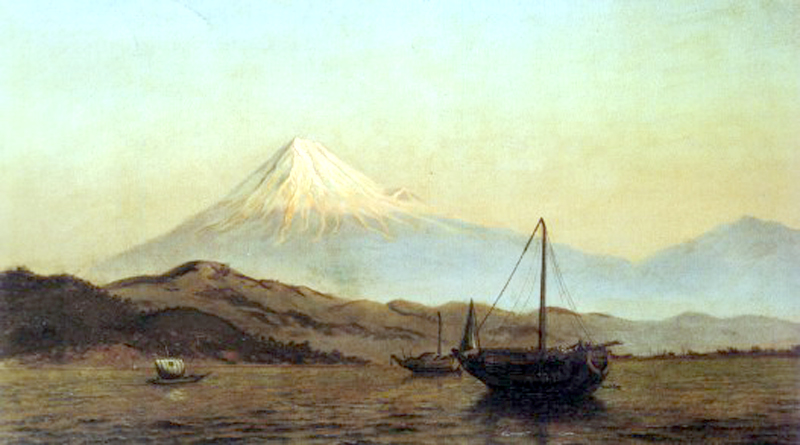
Fuji von Shimizu aus, 1881.
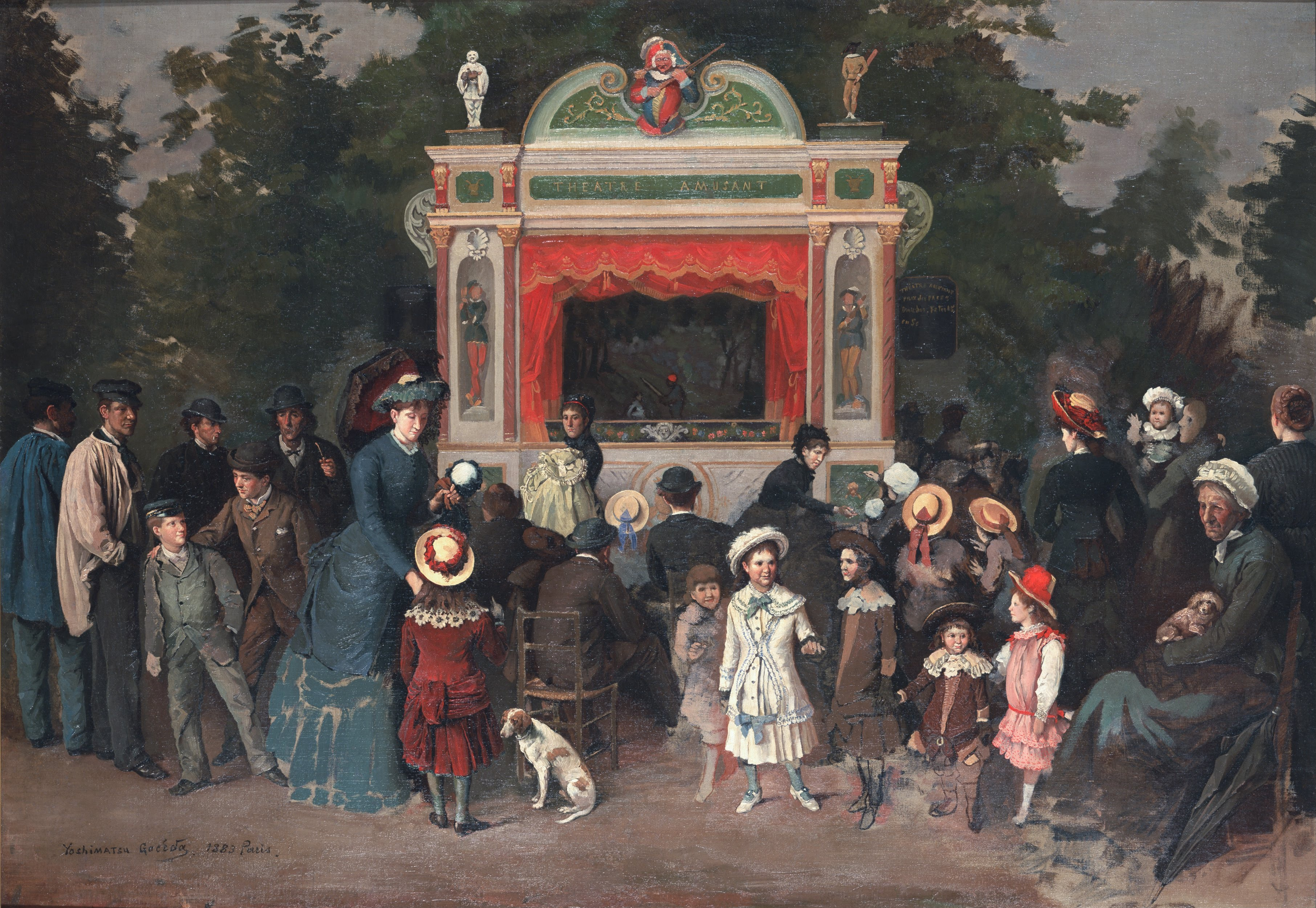
Paris, théâtre de marionnettes.
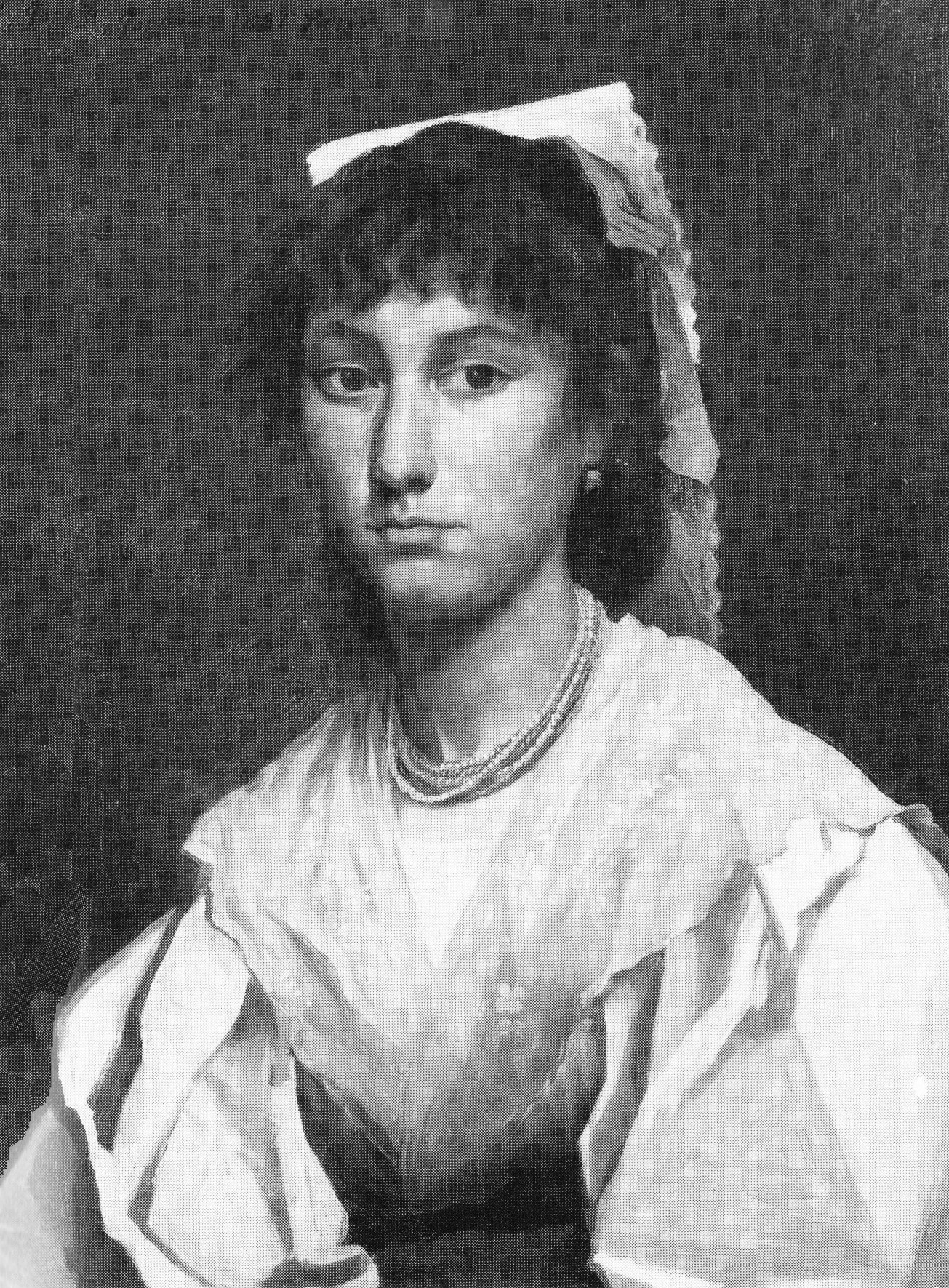
Européenne.
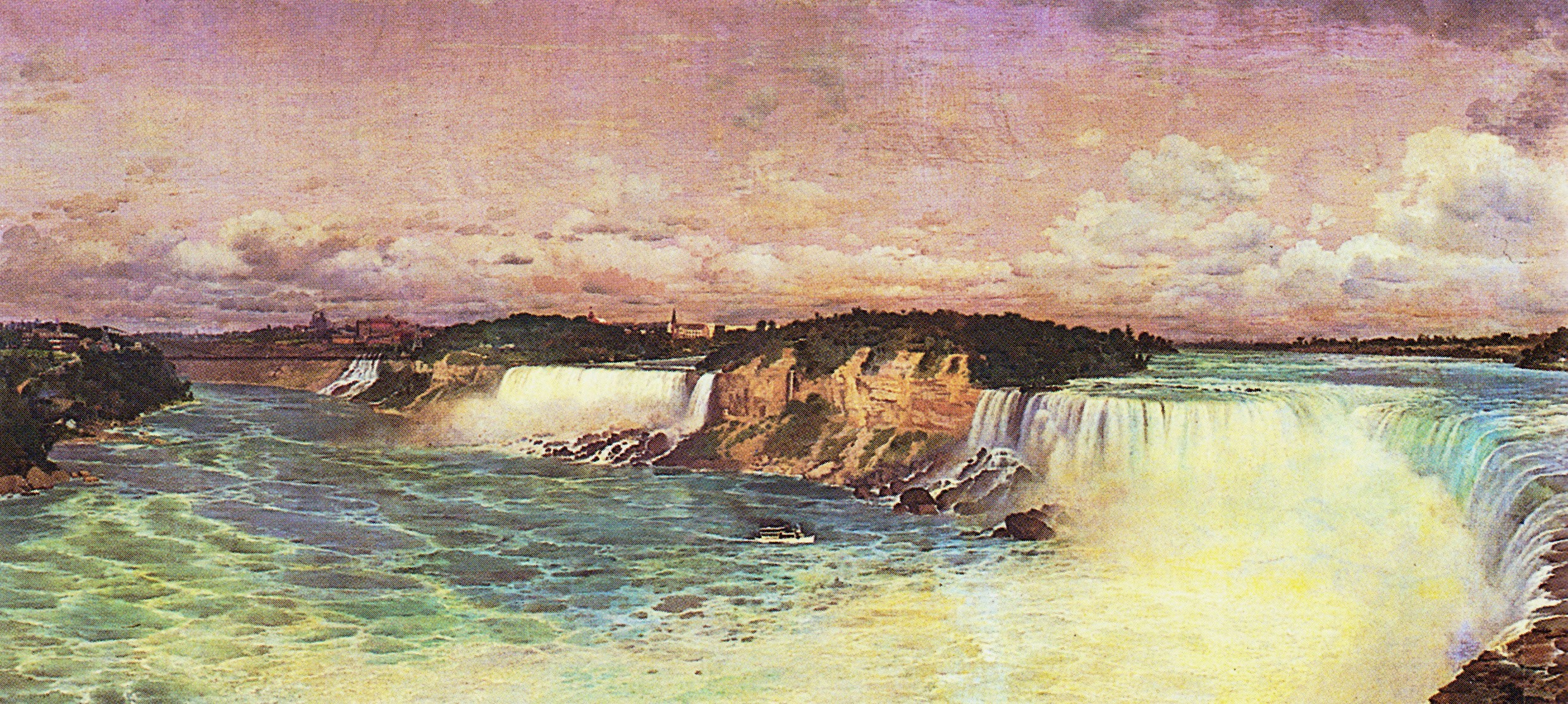
Chutes du Niagara, 1889.
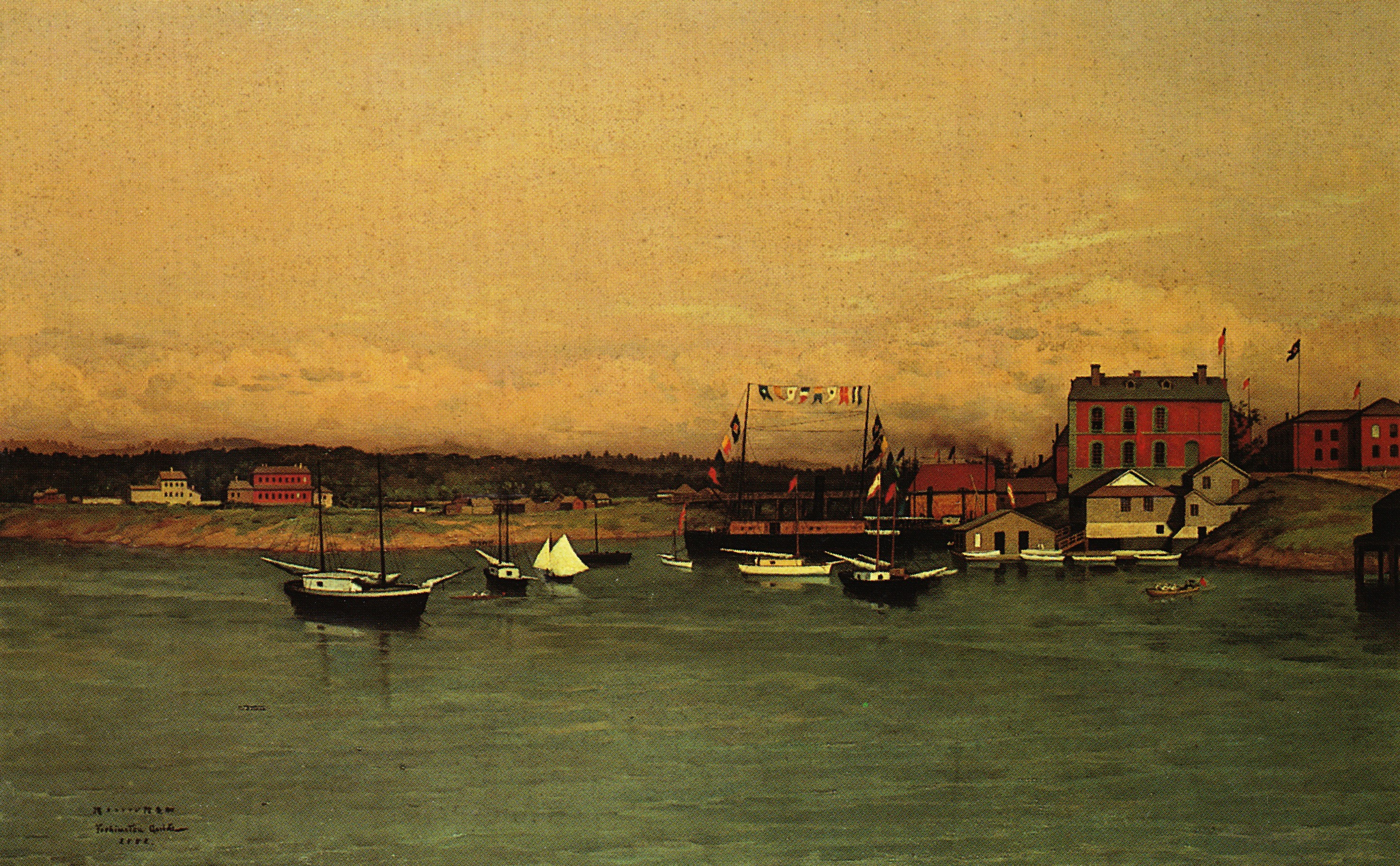
Canada, Victoria, 1890.